# روكستار لندن
روكستار لندن (Rockstar London) هي شركة بريطانية مطورة لألعاب الفيديو تأسست عام 2005 وهي تابعة لشركة روكستار.

## الألعاب
- مطاردة 2 (2007) (PC, PS2, PSP, Wii) (مع روكستار نورث، روكستار ليدز and روكستار تورونتو)
- مدنايت كلاب: لوس أنجلوس (2008) (PSP) (مع روكستار سان دييغو)
- "PS3/360 مشروع" (TBA) (PS3, Xbox 360)